# 唐询
唐询（1005年—1064年），字彦猷，杭州钱塘人，祖籍北海郡平寿县。北宋政治人物。北宋五豸唐门人物之一。
按《宋史唐肅傳》：「肅子詢，字彥猷，以父荫為將作監主簿。天聖中，詔許天下士獻文章，應詔者百數，有司第其善者，詢數人而已，詔賜進士及第，知長興縣。後以太常博士知歸州，用翰林學士吳育薦，為御史，未至 喪母。服除，育方參政事，宰相賈昌朝與詢有親嫌，育數言詢用故事當罷御史，昌朝欲留詢，不得已以知廬州。中丞張方平奏留詢，育爭不能得，詢由是怨育而附昌朝。後詢終以故事罷御史，除尚書工部員外郎、直史館、知湖州，徙江西轉運使，移福建路。還為三司戶部判官，又判磨勘司。出為江東轉運使、知制誥。以參知政事曾公亮親嫌，出知蘇州，徙杭州、青州二州，進翰林侍讀學士，累遷右諫議大夫。召還，勾當三班院、判太常寺，進給事中。
治平元年十月九日，薨於京師，年六十。詔贈禮部侍郎，予四子官，賻贈加等。始娶蕭氏，再娶陳氏。子四人，女三人。  
唐询曾于1033年接替杨备任华亭县知县一职，1036年由钱括接任。
父唐肃，北宋五豸唐门人物之一。
兄弟四人，唐詢排行老大，有弟詔、諲、諷。